# Теплицька волость (Гайсинський повіт)
Теплицька волость — історична адміністративно-територіальна одиниця Гайсинського повіту Подільської губернії з центром у містечку Теплик.
Станом на 1885 рік складалася з 12 поселень, 13 сільських громад. Населення — 13996 осіб (6747 чоловічої статі та 7249 — жіночої), 1983 дворових господарства.
|                     | Площа, десятин | У тому числі орної, дес. |
| ------------------- | -------------- | ------------------------ |
| Сільських громад    | 11589          | 8250                     |
| Приватної власності | 10920          | 7700                     |
| Іншої власності     | 584            | 418                      |
| Загалом             | 23093          | 16368                    |

Основні поселення волості:
- Теплик — колишнє власницьке містечко при річці Самець за 35 верст від повітового міста, 1910 осіб, 313 дворових господарств, православна церква, костел, синагога, 3 єврейських молитовних будинки, школа, поштова станція, 6 постоялих дворів, шинок, 4 постоялих будинки, торгова баня, лавка, пивоварний завод, 2 водяних млини, базари по неділях через 2 тижні.
- Вищий Ташлик — колишнє власницьке село при річці Удич, 1276 осіб, 195 дворових господарства, православна церква, постоялий будинок, кузня, 2 водяних млини.
- Залужжя — колишнє власницьке село при річці Чорна Уманка, 1002 особи, 172 дворових господарства, православна церква, школа, постоялий будинок.
- Кам'янки — колишнє власницьке село при річці Мулька, 638 осіб, 85 дворових господарств, православна церква, школа, 2 водяних млини.
- Комарівка — колишнє власницьке село при струмкові, 767 осіб, 132 дворових господарства, православна церква, школа, постоялий будинок, лавка, базари по неділях через 2 тижні, паровий млин.
- Нижчий Ташлик — колишнє власницьке село при річці Удич, 977 осіб, 146 дворових господарств, православна церква, постоялий будинок, кузня, 2 водяних млини.
- Бджільна — колишнє власницьке село при річці Самець, 1913 осіб, 298 дворових господарств, православна церква, школа, постоялий будинок, водяний млин, винокурний завод.
- Розкошівка — колишнє власницьке село при річці Дубина, 576 осіб, 96 дворових господарств, православна церква, школа, постоялий будинок, вітряний млин.
- Росоша — колишнє власницьке село при річці Удич, 1285 осіб, 195 дворових господарств, православна церква, школа, постоялий будинок, водяний млин.
- Саша — колишнє власницьке село при струмкові, 705 осіб, 105 дворових господарств, православна церква, школа, постоялий будинок, кузня, вітряний млин.
- Стражгород — колишнє власницьке село при струмкові, 785 осіб, 133 дворових господарства, православна церква, школа, постоялий будинок, водяний млин.
- Янове  — колишнє власницьке село при річці Зеленеч, 1247 осіб, 175 дворових господарств, православна церква, школа, постоялий будинок.